# Železniční trať Zadní Třebaň – Lochovice
Železniční trať Zadní Třebaň – Lochovice též Liteňka je jednokolejná regionální dráha (v jízdním řádu pro cestující označená číslem 172). Provoz na trati byl zahájen 1. září 1901. Provozovatelem trati je Správa železnic, pravidelné osobní vlaky na trati provozují České dráhy.

## Provoz na trati
Na trati je v roce 2021 v pravidelném osobním provozu v pracovních dnech 10 párů vlaků, které doplňuje 9 párů vlaků mezi Zadní Třebaní a Litní, z nichž 2 odpolední páry vlaků jsou v pátky prodlouženy až do Lochovic. O víkendu je v provozu pouze 8 párů osobních vlaků.

## Navazující tratě

### Zadní Třebaň
- Železniční trať Praha–Beroun

### Lochovice
- Železniční trať Zdice–Protivín

## Galerie

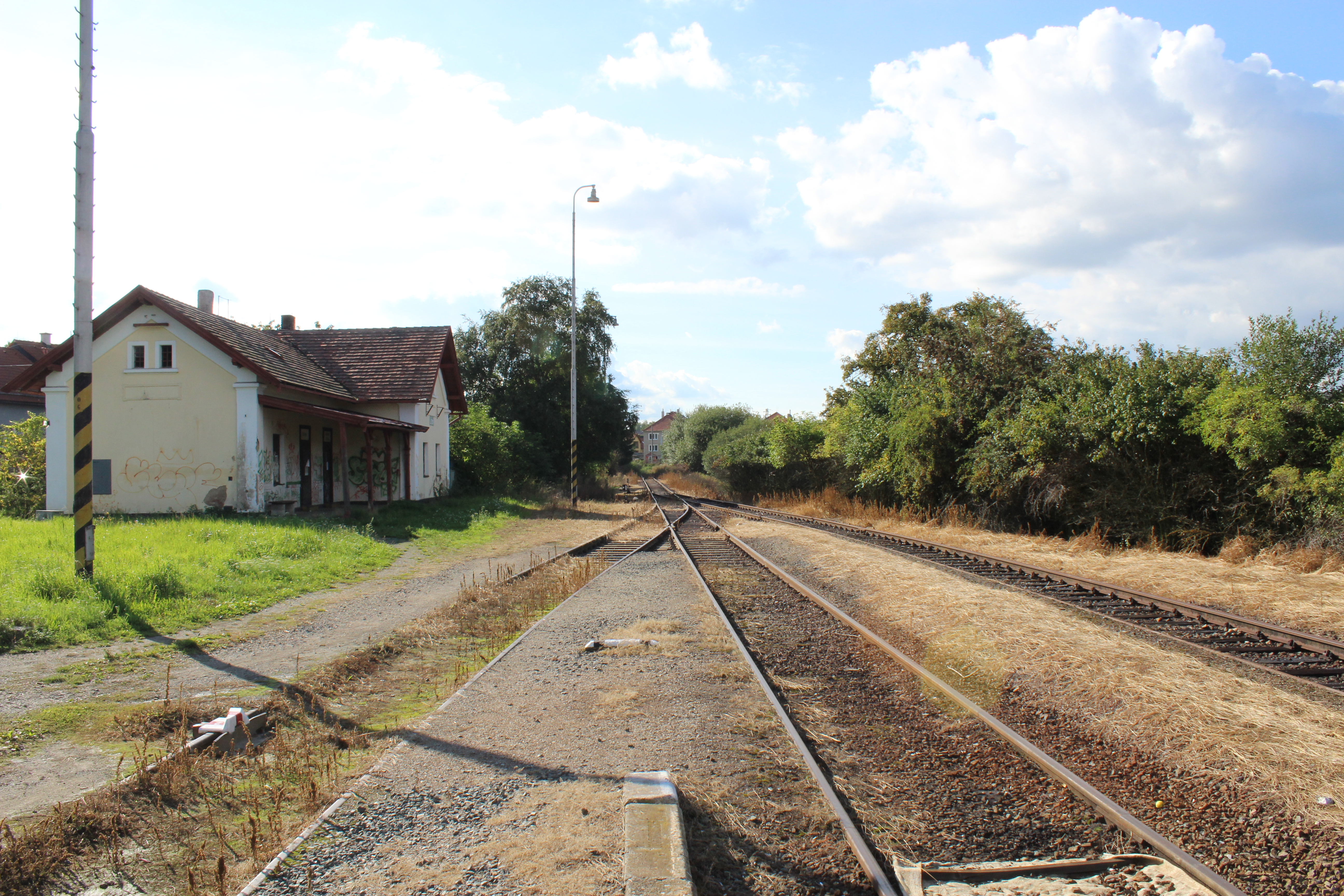
Dopravna Liteň
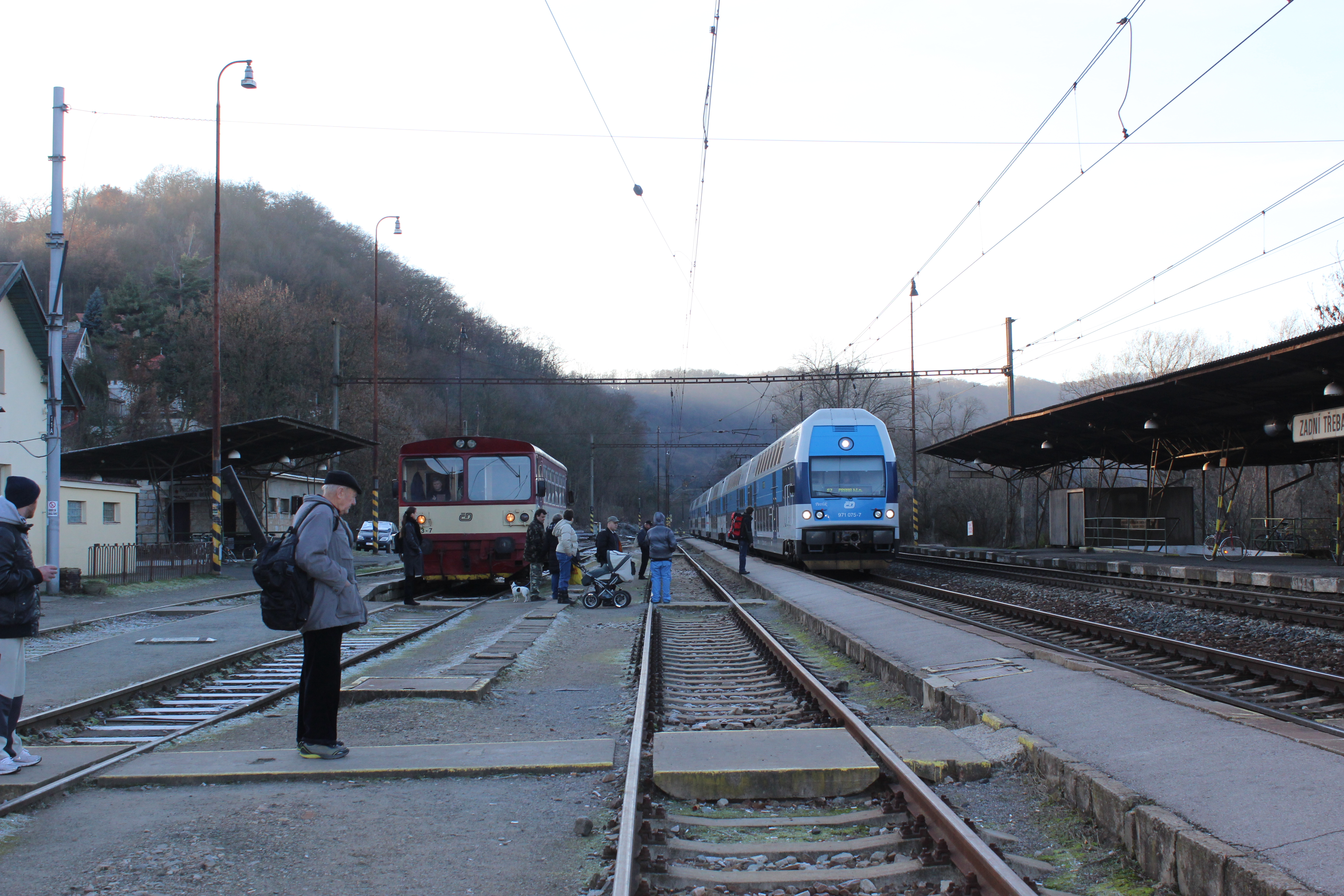
Nádraží v Zadní Třebani
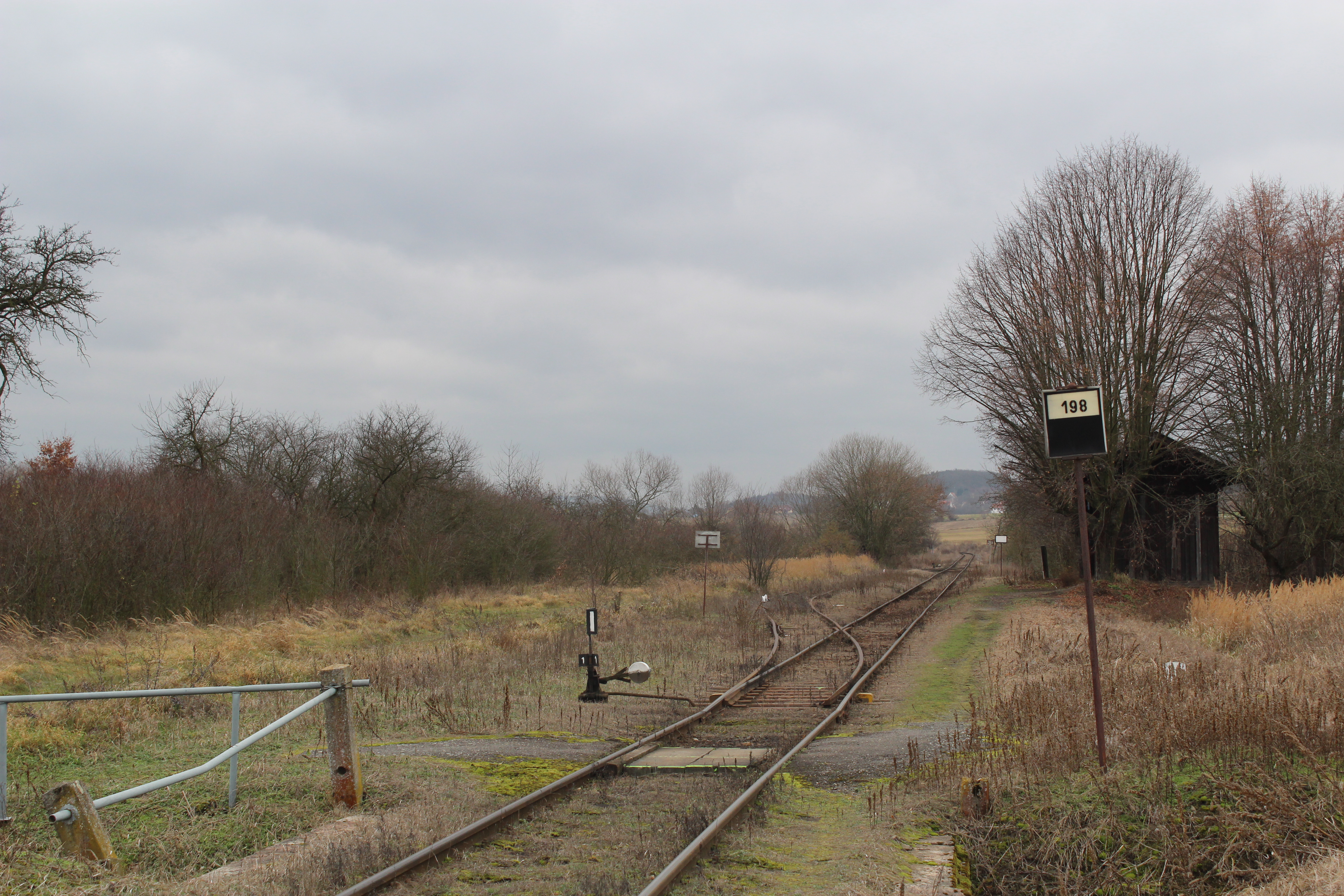
Zastávka Skuhrov pod Brdy
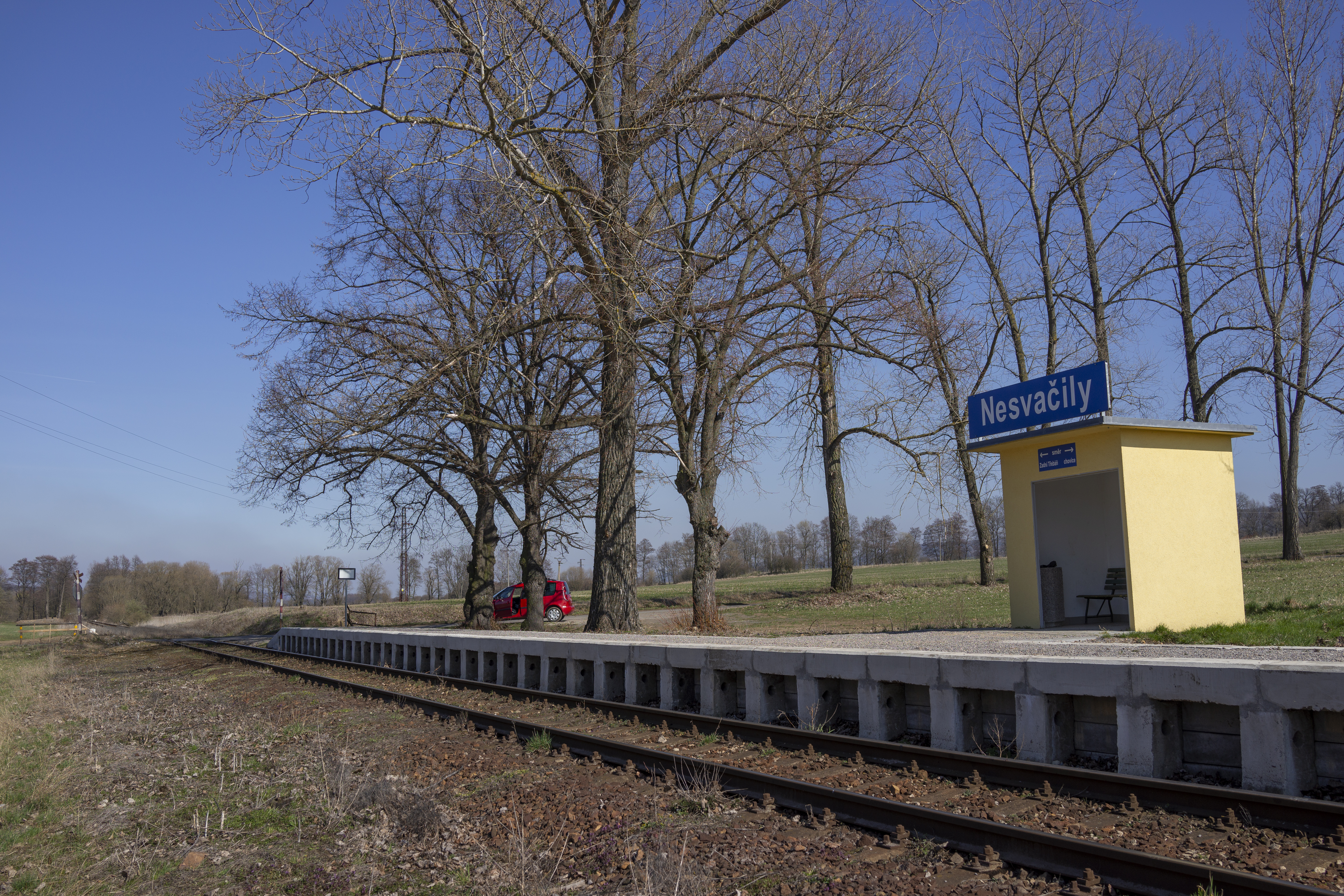
Zastávka Nesvačily
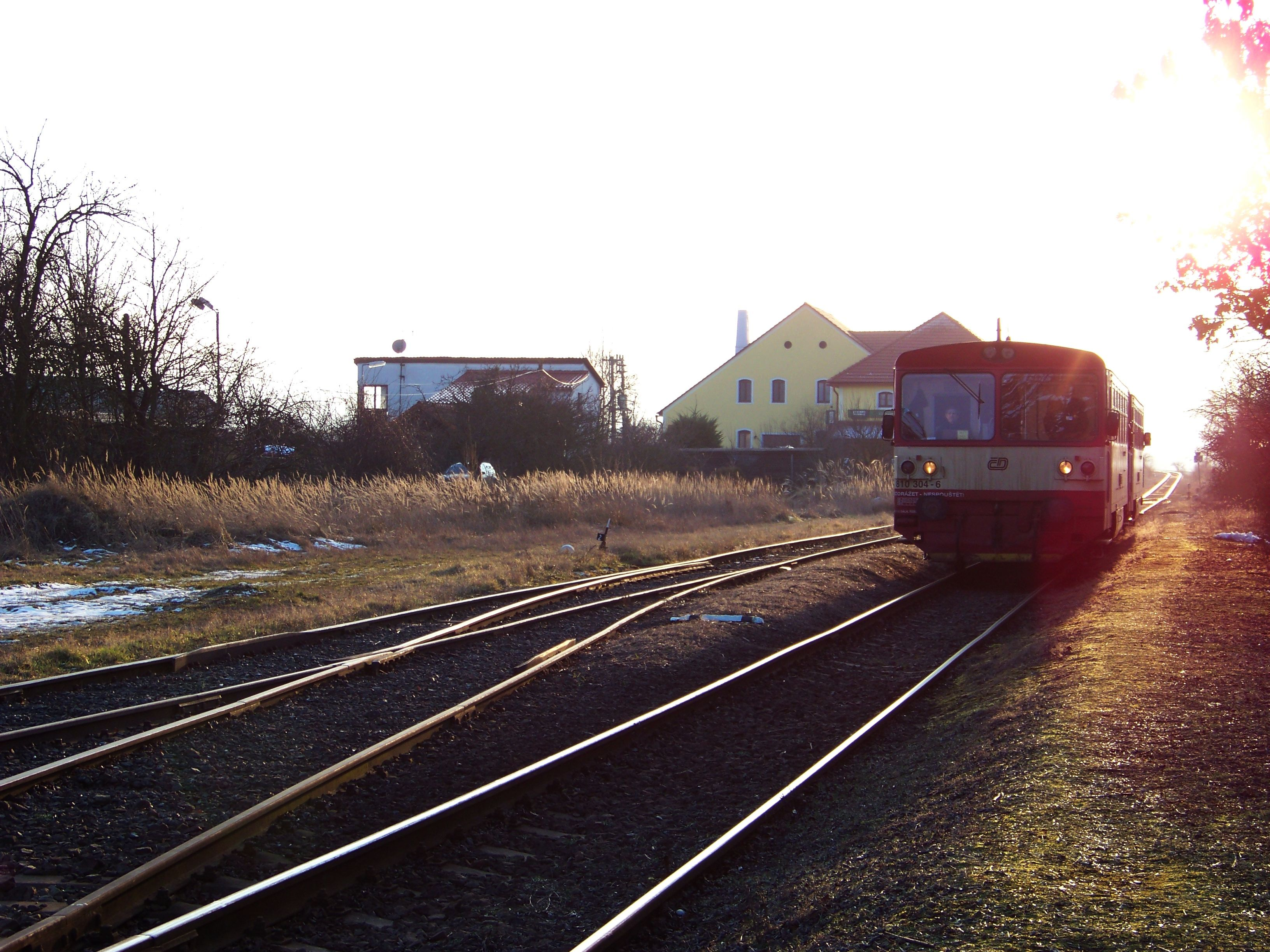
Zastávka Všeradice
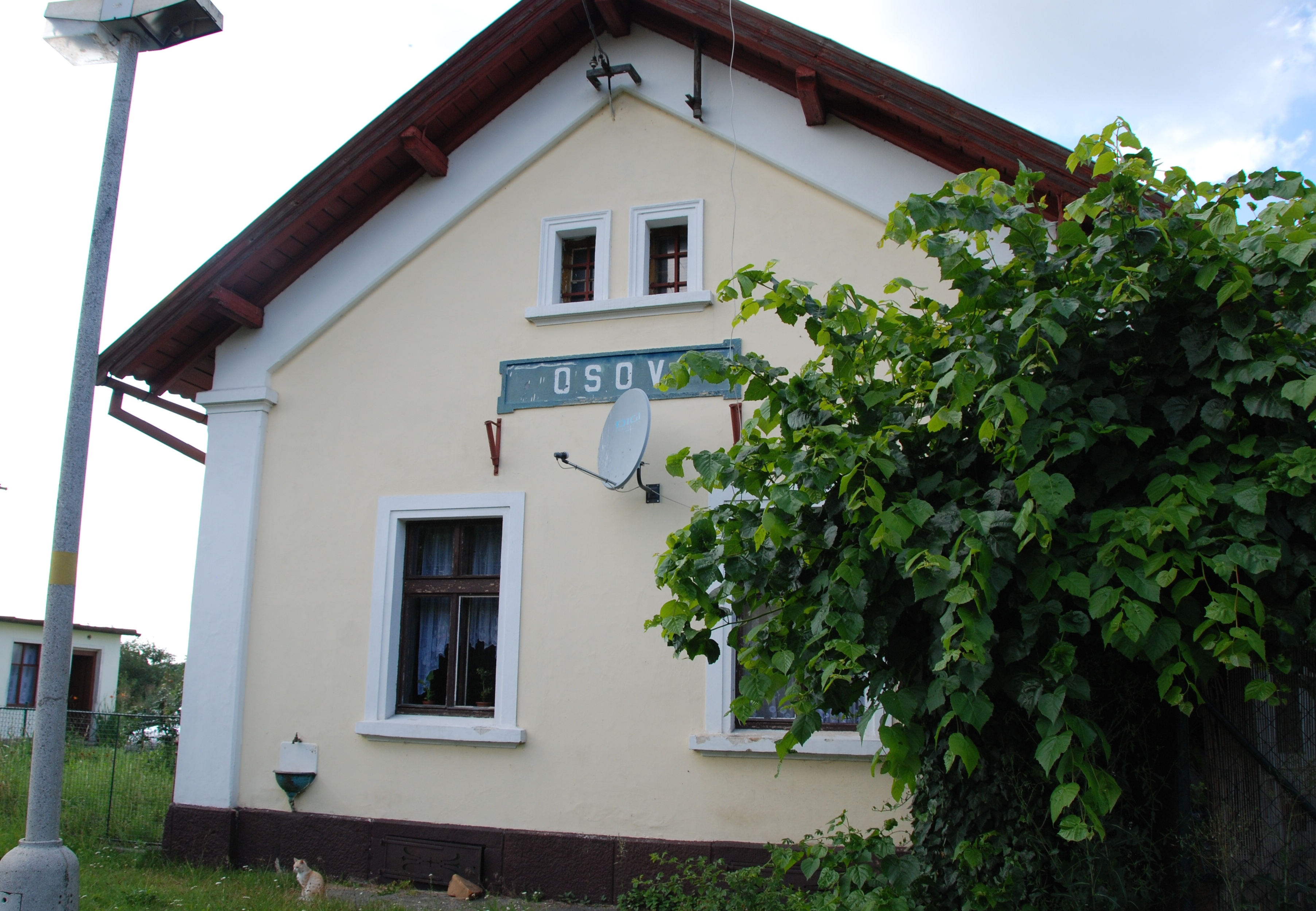
Budova bývalého nádraží v Osově, dnešní zastávka je posunuta blíže k obci
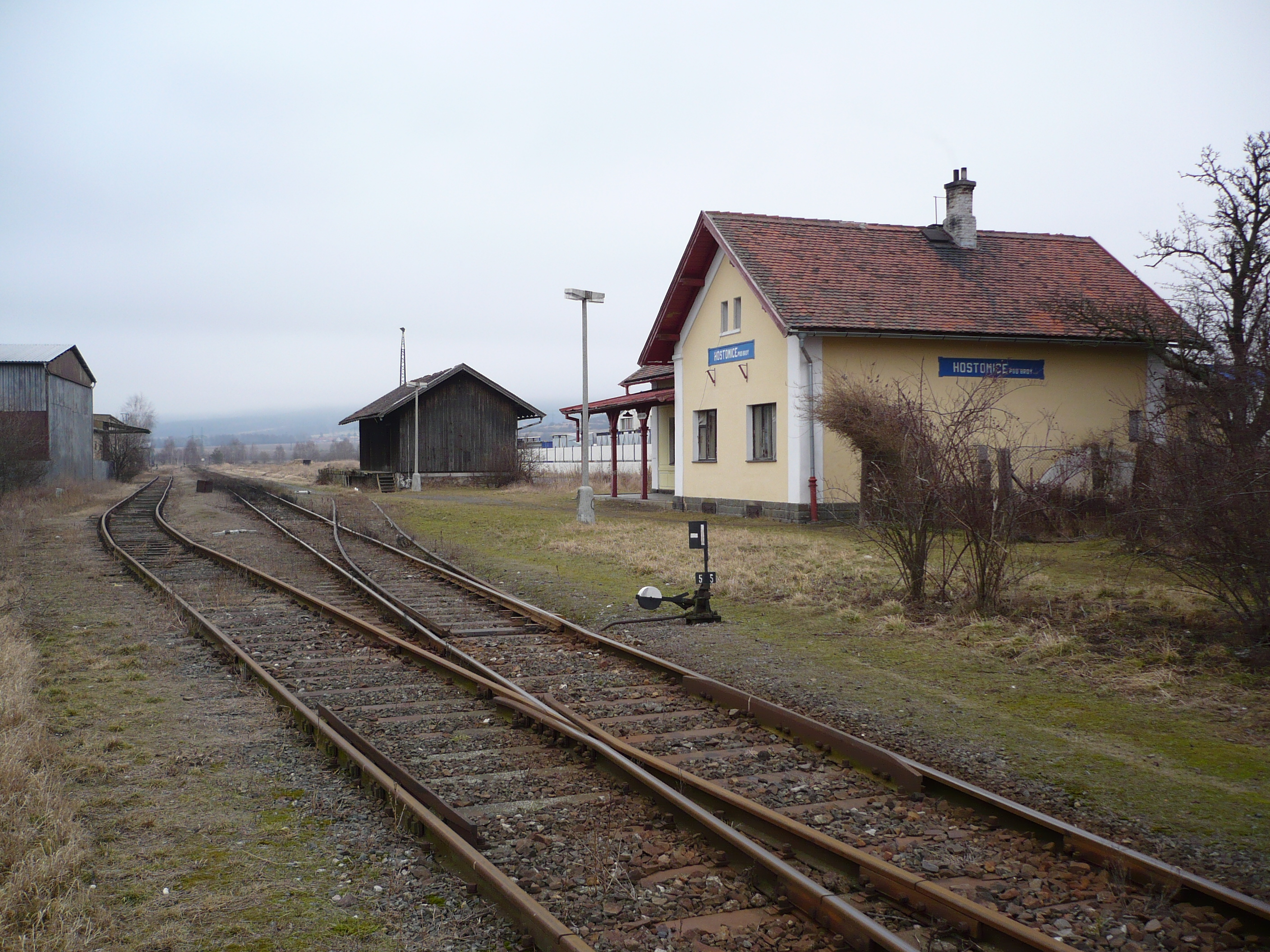
Archivní snímek stanice Hostomice pod Brdy
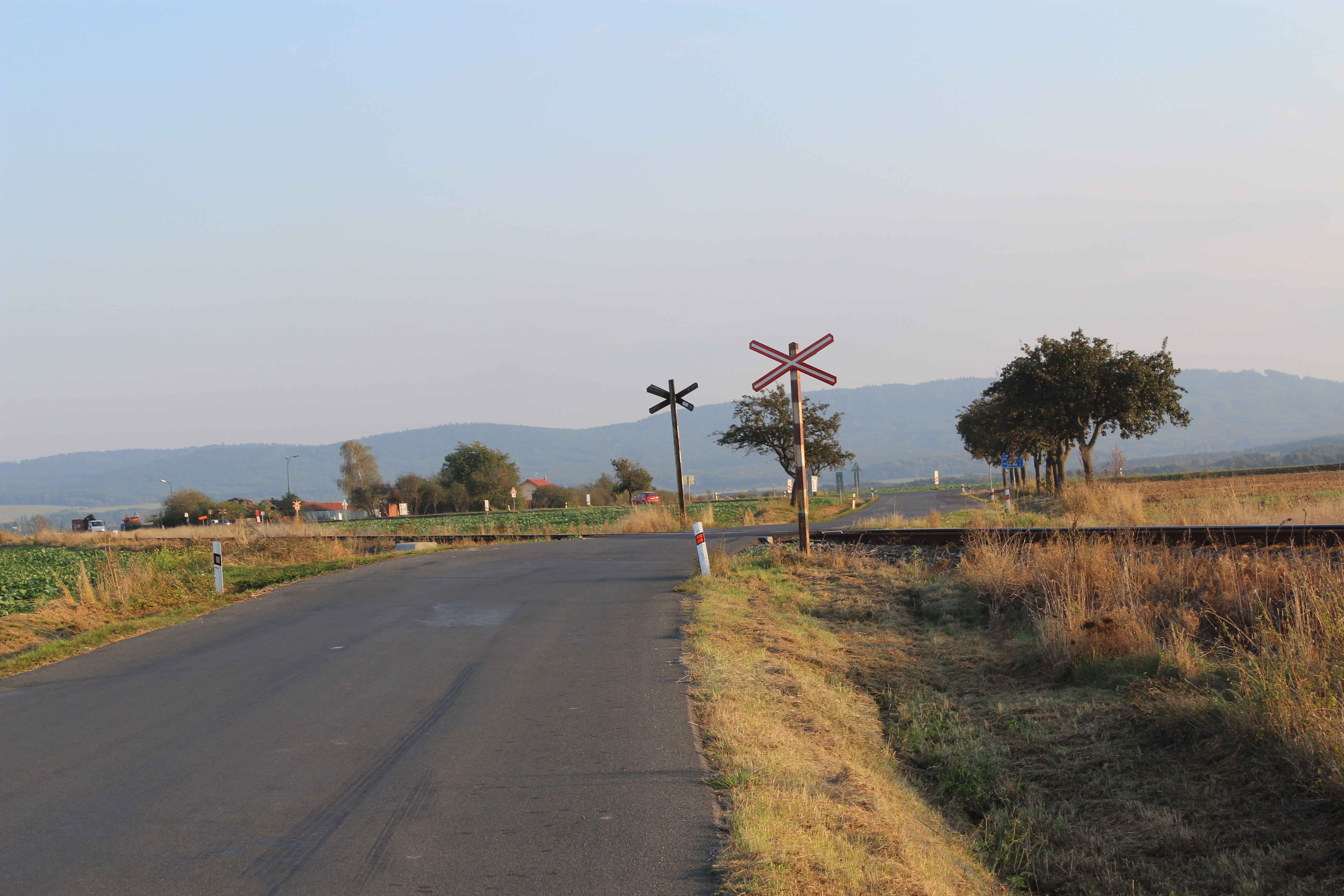
Železniční přejezd u obce Radouš
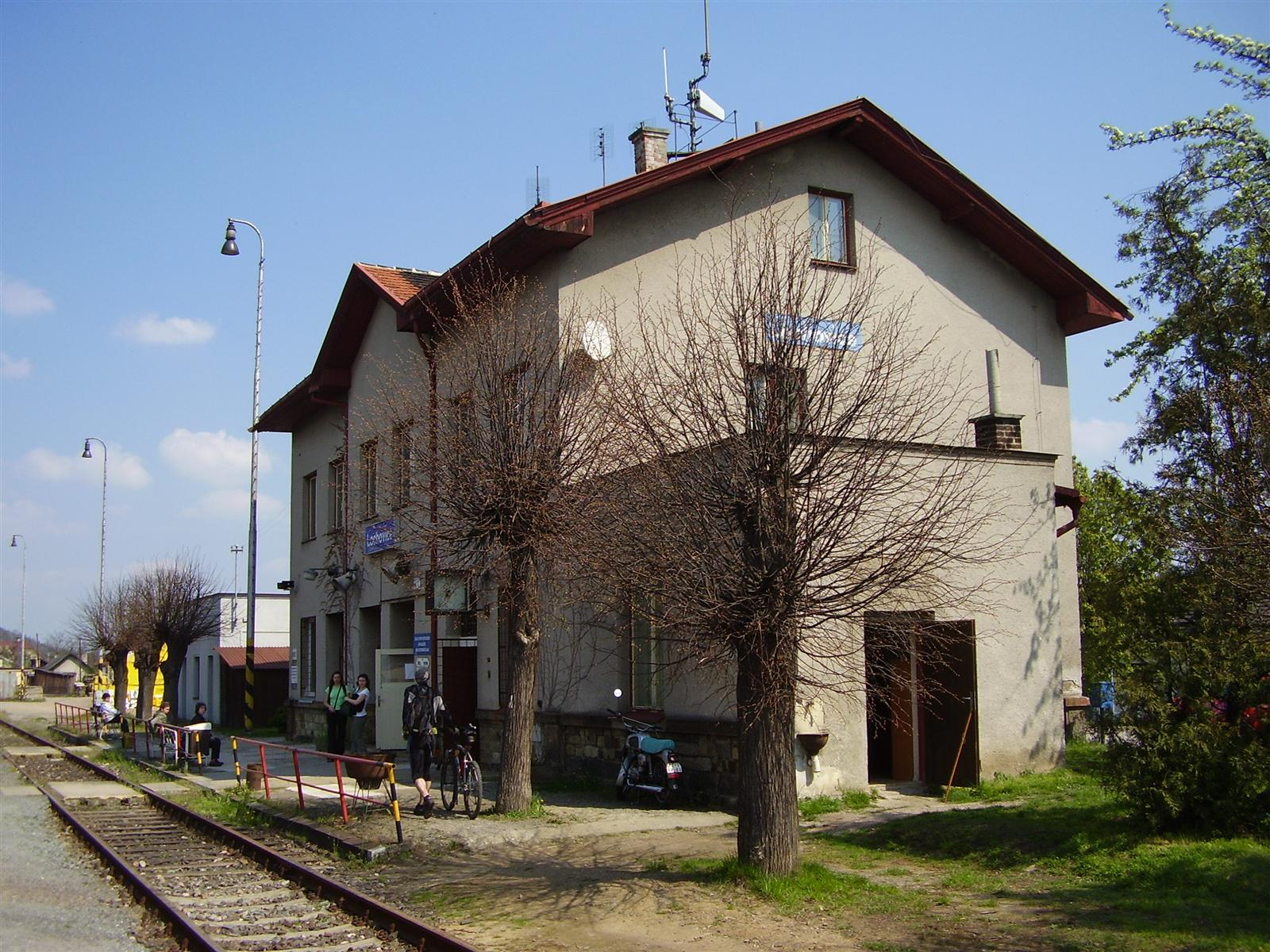
Nádraží v Lochovicích
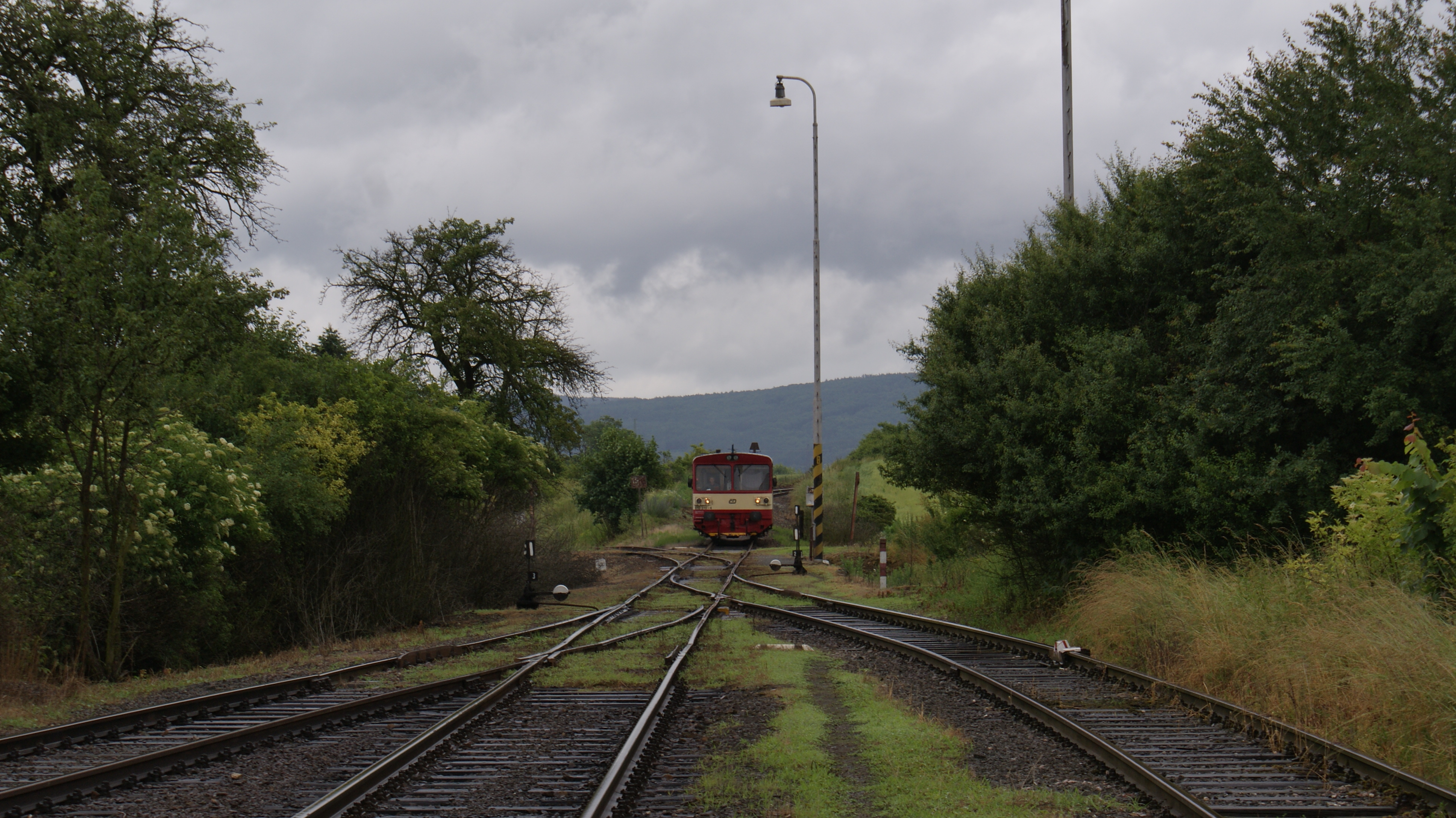
Vlak na výhybce v dopravně Liteň

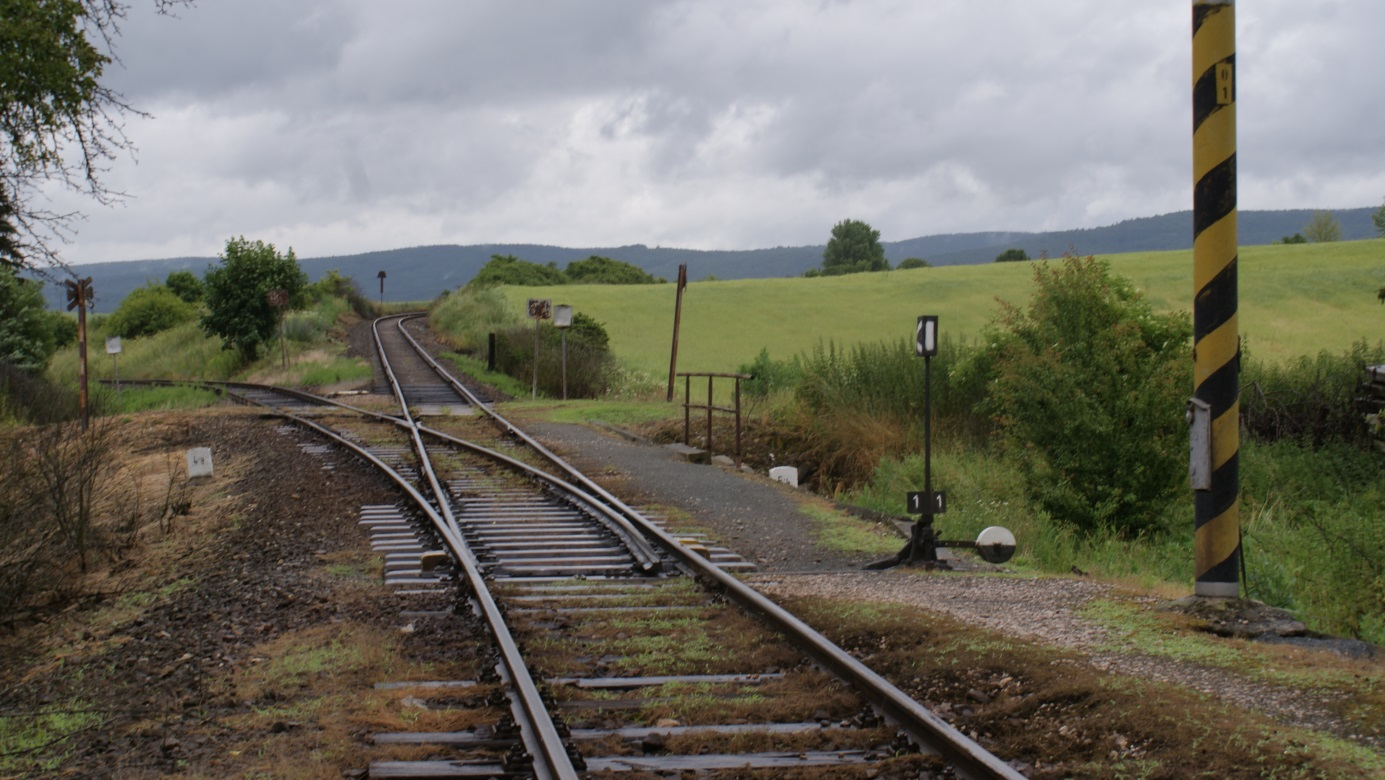
Výhybka pro změnu směru jízdy vlaku v úvraťové dopravně Liteň. Vlevo směr Zadní Třebaň, vpravo směr Lochovice.